# Las Cruces, Motozintla
Las Cruces är en ort i Mexiko.   Den ligger i kommunen Motozintla och delstaten Chiapas, i den sydöstra delen av landet, 900 km sydost om huvudstaden Mexico City. Las Cruces ligger 1 941 meter över havet och antalet invånare är 172.
Terrängen runt Las Cruces är kuperad söderut, men norrut är den bergig. Runt Las Cruces är det ganska tätbefolkat, med 134 invånare per kvadratkilometer. Närmaste större samhälle är Motozintla de Mendoza, 4,9 km nordost om Las Cruces. I omgivningarna runt Las Cruces växer i huvudsak städsegrön lövskog.